# بيون بيونغ-جو
بيون بيونغ-جو: لاعب كرة قدم سابق من كوريا الجنوبية، (من مواليد 26 أبريل 1961). وكان المدير المعين لفريق دايجو أف سي في عام 2006، قبل أن يستقيل في ديسمبر كانون الأول عام 2009. وكان ضمن تشكيلة المنتخب الكوري الجنوبي في نهائيات كأس العالم لكرة القدم 1986.

## وصلات خارجية
- بيون بيونغ-جو على موقع الاتحاد الدولي (مؤرشف)  (الإنجليزية)
- بيون بيونغ-جو على موقع دوري كوريا الجنوبية (الإنجليزية)
- بيون بيونغ-جو على موقع قاعدة بيانات كرة القدم.إي يو (الإنجليزية)
- بيون بيونغ-جو على موقع ناشيونال فوتبول تيمز (الإنجليزية)
- بيون بيونغ-جو على موقع Soccerway.com (الإنجليزية)
- بيون بيونغ-جو على موقع أوليمبيديا (الإنجليزية)